# Data callopistrioides
Data callopistrioides är en fjärilsart som beskrevs av Moore 1881. Data callopistrioides ingår i släktet Data och familjen nattflyn. Inga underarter finns listade i Catalogue of Life.